# Вальдарно
Вальдарно (итал. Valdarno, дословно — «Долина Арно») — региональное название долины реки Арно в Тоскане.

## География
Название Вальдарно традиционно относится к двум частям долины Арно, не поддающимся точному определению. Одна — Вальдарно-Супериоре (или Вальдарно-ди-Сопра), примерно в 40 км вверх по течению от Флоренции, простирающаяся между воронкообразным ущельем ниже по течению от Ареццо и сужением реки близ Инчиза (или до впадения в реку Сиеве); другая — Вальдарно-Инфериоре (или Вальдарно-ди-Сотто), которая ниже по течению от котловины Флоренции достигает, по крайней мере, впадения реки Эра.
Оба субрегиона являются экономически и демографически одними из самых важных в Тоскане. Вся долина редко называется Вальдарно, и здесь можно выделить последовательно названия: Вальдарно-Казентинезе, Вальдарно-Аретино, Вальдарно-ди-Сопра, Вальдарно-Фьорентино, Вальдарно-ди-Сотто, Вальдарно-Пизано.